# 1737
1737 је била проста година.

## Догађаји
- Друга велика сеоба Срба се догодила током Аустријско-турског рата (1737−1739), када се део српског становништва из средишњих српских области под турском влашћу преселио у северне области под влашћу Хабзбуршке монархије. Ову сеобу је предводио српски патријарх Арсеније IV Јовановић.

### Август
- 4. август — Битка код Бање Луке у Руско-аустријско-турском рату.

## Рођења

### Јануар
- 23. јануар — Џон Хенкок, амерички политичар и револуционар
- 29. јануар — Томас Пејн, амерички писац и револуционар

### Април
- 27. април — Едвард Гибон, енглески историчар

### Август
- 14. август — Чарлс Хатон, енглески математичар

### Септембар
- 9. септембар — Луиђи Галвани, италијански лекар и физичар

### Децембар
- Википедија:Непознат датум — o. 15. септембар – Миклош Кизмич словеначки писац, римокатолички свештеник, преводитељ

## Смрти

### Март
- 12. март — Карл Александар, војвода од Виртемберга, аустријски фелдмаршал